# Strada Cuza Vodă din Iași
Strada Cuza Vodă din Iași este o stradă istorică, situată în zona centrală a municipiului Iași. 

## Descriere
Strada începe din Piața Unirii și se termină în „Târgu Cucului”.

## Istoric
Strada Cuza Vodă din Iași de astăzi s-a numit Ulița Goliei.

## Monumente istorice
| Cod LMI                               | Denumire                                                                                | Localitate      | Localizare                                                      | Datare, Creatori                      | Imagine               | Erori             |
| ------------------------------------- | --------------------------------------------------------------------------------------- | --------------- | --------------------------------------------------------------- | ------------------------------------- | --------------------- | ----------------- |
| IS-II-m-B-03835                       | Casa „Chateau aux Fleurs”                                                               | municipiul Iași | Fundacul Cuza Vodă 1                                            | sec. XIX                              | Încarcă foto \| video | Raportează eroare |
| IS-II-m-B-03836 (RAN: 95079.21)       | Casă (locuințe și spații comerciale)                                                    | municipiul Iași | Str. Cuza Vodă 1 47.16486°N 27.58159°E                          | sec. XVIII                            | Alte imagini          | Raportează eroare |
| IS-II-m-B-03837                       | Palatul „Braunstein” – salade expoziții a Uniunii Artiștilor Plastici, locuințe la etaj | municipiul Iași | Str. Cuza Vodă 2 47.16544°N 27.58045°E                          | sf. sec. XIX Herman Clejan (arhitect) | Alte imagini          | Raportează eroare |
| IS-II-m-B-03838                       | Palatul Neuschotz, azi Restaurant „Select”                                              | municipiul Iași | Str. Cuza Vodă 2 47.16519°N 27.58114°E                          | înc. sec. XX                          |                       | Raportează eroare |
| IS-II-m-B-03839 (RAN: 95079.10.01)    | Casa Balș-Sturza, azi Direcția Județeană de Poștă Iași                                  | municipiul Iași | Str. Cuza Vodă 3 47.16532°N 27.58288°E                          | 1835-1850                             | Alte imagini          | Raportează eroare |
| IS-II-m-B-03840                       | Hotel Continental                                                                       | municipiul Iași | Str. Cuza Vodă 4, Piața 14 decembrie 1989 47.16509°N 27.58177°E | înc. sec. XX                          |                       | Raportează eroare |
| IS-II-m-B-03841                       | Casă                                                                                    | municipiul Iași | Str. Cuza Vodă 5                                                | sec. XX                               | Încarcă foto \| video | Raportează eroare |
| IS-II-m-B-03842                       | Casă                                                                                    | municipiul Iași | Str. Cuza Vodă 9                                                | înc. sec. XX                          | Încarcă foto \| video | Raportează eroare |
| IS-II-m-B-03843                       | Fostul sediu Banc Post                                                                  | municipiul Iași | Str. Cuza Vodă 10 47.16474°N 27.58318°E                         | sec. XX                               | Încarcă foto \| video | Raportează eroare |
| IS-II-m-B-03844                       | Casă                                                                                    | municipiul Iași | Str. Cuza Vodă 11 47.16481°N 27.58352°E                         | înc. sec. XX                          |                       | Raportează eroare |
| IS-II-m-B-03845                       | Farmacia „Ghițun”                                                                       | municipiul Iași | Str. Cuza Vodă 27 47.16449°N 27.58464°E                         | prima jum. sec. XX                    | Încarcă foto \| video | Raportează eroare |
| IS-II-a-B-03846                       | Filarmonica „Moldova”                                                                   | municipiul Iași | Str. Cuza Vodă 29 47.1642°N 27.58569°E                          | sec. XIX                              | Alte imagini          | Raportează eroare |
| IS-II-m-B-03846.01                    | „Notre Dame de Sion”                                                                    | municipiul Iași | Str. Cuza Vodă 29                                               | 1860                                  | Alte imagini          | Raportează eroare |
| IS-II-m-B-03846.02                    | Casa Alecu Balș                                                                         | municipiul Iași | Str. Cuza Vodă 29 47.16436°N 27.58504°E                         | 1815                                  | Alte imagini          | Raportează eroare |
| IS-II-a-B-03847                       | Maternitatea Cuza Vodă                                                                  | municipiul Iași | Str. Cuza Vodă 34                                               | 1807                                  | Încarcă foto \| video | Raportează eroare |
| IS-II-m-B-03847.01                    | Casa marelui vornic Grigore Ghica                                                       | municipiul Iași | Str. Cuza Vodă 34                                               | 1807                                  |                       | Raportează eroare |
| IS-II-m-B-03847.02                    | Maternitatea Cuza Vodă                                                                  | municipiul Iași | Str. Cuza Vodă 34                                               | înc.sec. XX                           | Încarcă foto \| video | Raportează eroare |
| IS-II-m-B-03848                       | Casă                                                                                    | municipiul Iași | Str. Cuza Vodă 37                                               | înc. sec. XX                          | Încarcă foto \| video | Raportează eroare |
| IS-II-m-B-03849                       | Casa Calimah Ghika, azi Academia Română                                                 | municipiul Iași | Str. Cuza Vodă 41                                               | sec. XIX                              | Alte imagini          | Raportează eroare |
| IS-II-m-B-03850                       | Casă                                                                                    | municipiul Iași | Str. Cuza Vodă 43                                               | înc. sec. XX                          |                       | Raportează eroare |
| IS-II-m-B-03851                       | Casă                                                                                    | municipiul Iași | Str. Cuza Vodă 45 47.1641°N 27.58876°E                          | sf. sec. XIX                          |                       | Raportează eroare |
| IS-II-a-A-03852 (RAN: 95079.45)       | Ansamblul Mănăstirii Golia                                                              | municipiul Iași | Str. Cuza Vodă 51 47.16029°N 27.5933°E                          | sec. XVI - XVIII                      | Alte imagini          | Raportează eroare |
| IS-II-m-A-03852.01 (RAN: 95079.12.01) | Biserica „Înălțarea Domnului”                                                           | municipiul Iași | Str. Cuza Vodă 51                                               | 1652-1660                             | Alte imagini          | Raportează eroare |
| IS-II-m-A-03852.02                    | Stăreție                                                                                | municipiul Iași | Str. Cuza Vodă 51                                               | sec. XVII                             | Alte imagini          | Raportează eroare |
| IS-II-m-A-03852.03                    | Casa Apelor                                                                             | municipiul Iași | Str. Cuza Vodă 51                                               | 1804                                  | Alte imagini          | Raportează eroare |
| IS-II-m-A-03852.04                    | Casa Ion Creangă                                                                        | municipiul Iași | Str. Cuza Vodă 51                                               | 1691                                  | Alte imagini          | Raportează eroare |
| IS-II-m-A-03852.05                    | Cișmea                                                                                  | municipiul Iași | Str. Cuza Vodă 51                                               | 1766                                  | Alte imagini          | Raportează eroare |
| IS-II-m-A-03852.06                    | Turnuri de colț                                                                         | municipiul Iași | Str. Cuza Vodă 51                                               | 1667-1668                             | Alte imagini          | Raportează eroare |
| IS-II-m-A-03852.07                    | Turn clopotniță                                                                         | municipiul Iași | Str. Cuza Vodă 51 47.16399°N 27.58952°E                         | prima jum. sec. XVII                  | Alte imagini          | Raportează eroare |
| IS-II-m-A-03852.08                    | Zid de incintă                                                                          | municipiul Iași | Str. Cuza Vodă 51                                               | 1667-1668                             | Alte imagini          | Raportează eroare |
| IS-II-m-B-03853                       | Casă, azi sediu OCOTA                                                                   | municipiul Iași | Str. Cuza Vodă 53                                               | sec. XIX                              | Încarcă foto \| video | Raportează eroare |
| IS-II-m-B-03854                       | Casă                                                                                    | municipiul Iași | Str. Cuza Vodă 58                                               | sf. sec. XIX                          | Încarcă foto \| video | Raportează eroare |
| IS-III-m-B-04302                      | Monumentul cronicarului Miron Costin                                                    | municipiul Iași | Str. Cuza Vodă, la intersecția cu str. I.C. Brătianu            | 1888 Wladimir Hegel (sculptor)        | Alte imagini          | Raportează eroare |